# Анетовка
Анетовка (укр. Анетівка) — село в Доманёвском районе Николаевской области Украины.
Население по переписи 2001 года составляло 191 человек. Почтовый индекс — 56445. Телефонный код — 5152. Занимает площадь 0,792 км².
По селу Анетовка получила название анетовская культура верхнего палеолита.

## Местный совет
56445, Николаевская обл., Доманёвский р-н, с. Прибужье, ул. Акмечетская, 50